# Tomáš Tichák
Tomáš Tichák (* 14. května 1957 Olomouc) je český publicista, fejetonista, dramatik a šéfredaktor časopisu Listy.

## Životopis
Jeho otec Milan Tichák (1933–2020) byl autorem publikací o historii Olomouce. Tomáš Tichák vystudoval Elektrotechnickou fakultu VUT v Brně, do roku 1990 pracoval jako technik ve výpočetním středisku.
V letech 1990 až 1996 působil v olomouckých Hanáckých novinách, od roku 1991 zastával pozici šéfredaktora. Koncem 90. let byl zaměstnán jako redaktor časopisu České katolické charity. V roce 2001 se stal českým redaktorem Česko-slovenského týdeníku Mosty, od roku 1994 byl redaktorem literárního časopisu Scriptum, v roce 2002 pracoval v redakci pražských Literárních novin, fejetony přispíval například do olomoucké přílohy Mladé fronty Dnes.
Společně s Václavem Burianem se autorsky podílel na knižním rozhovoru s Jaroslavem Šabatou (Sedmkrát sedm kruhů, Votobia, Olomouc 1997), dále spoluredigoval knihy Večerní rozmluvy Josefa Jařaba (Votobia 1998) a memoáry Vlasty Chramostové (Doplněk, Brno / Burian a Tichák, Olomouc). Nyní je šéfredaktorem dvouměsíčníku Listy a spolupodílí se na činnosti nakladatelství Burian a Tichák, které jej vydává.

## Dílo
V roce 1975 spolupořádá „cimrmanovské semináře“ a o rok později zakládá s Ladislavem Šenkyříkem a Jiřím Lamačem neoficiální autorské divadlo Bernardýn (plný název zněl Hanácké premiérové divadlo Bernardýn, literární orchestr U pana ředitele), od přelomu 70. a 80. let pro ně píše scénáře a také hudbu. Divadlo Bernardýn se vyznačovalo svébytnou poetikou, neslo znaky studentské recese a spontánnosti. „Olomoucké divadlo Bernardýn představuje svým způsobem existence specifický politický aspekt divadelních aktivit v období „normalizace“. Nehlásilo se programově k protirežimní činnosti, ale samotný fakt, že svou nezařaditelností a neoficiálností vyjadřovalo postoj vzdoru, byl diváky vnímán jako politický akcent. Navíc jeho zábavné a hravé adaptace zcela nepokrytě směřovaly k parodickému glosování reality."
V roce 1981 píše první fejetony, povídky, básně a jiné kratší texty do olomouckého samizdatového časopisu se symbolickým názvem Ječmínek, mezi jehož autory patřili Václav Burian, Ladislav Šenkyřík, Pavel Opelík. Pavla Foglová ad. Časopis se zaměřil na tvorbu výše zmíněných autorů, ale také na překlady, např. z polštiny (Czeslaw Milosz, Witold Gombrowicz, Rafal Wojaczek) a anglosaského kulturního prostředí (Charles Bukowski, Bob Dylan, Leonard Cohen, John Lennon, Joni Mitchellová).
Roku 2007 vychází v nakladatelství Periplum soubor fejetonů nazvaný Podvratné a závratné a jiné fejetony. Jedná se o výbor z kratších prozaických útvarů – z fejetonů a aforismů, který je rozdělen do 6 částí s názvy: Točí se, a přece nic (13 textů), Aforismy (7 aforismů), Za oživení města a veřejnou zeleň (16 útvarů), Vinice a citadely (7 postřehů z cest), Naše globální vesnice (10 textů), Kteří jsou naši (14 textů). Fejetony jsou sestaveny chronologicky – nejstarší byl napsán roku 1981 do Ječmínku, poslední pochází z roku 2007, výbor tedy shrnuje období 26 let.

## Divadelní hry
s Jiřím Lamačem
- Hrabě Monte Christo (1977)
- Tři Mušketýři (1977)
- Císařovy nové šaty (1978)

samostatně
- King-Kong (1980)
- Mauglí (1980)
- Žlutý gentleman (1986)
- Cibéba (1988)

viz 

## Zájmy
Tomáš Tichák se věnuje hře na kytaru, v minuosti i na baskytaru (rocková a jazzrocková skupina WSS) a působil v olomouckých hudebních uskupeních (nyní v jazzovém kvartetu Doplněk stravy).